# 겟 스마트 (영화)
《겟 스마트》(영어: Get Smart)는 2008년 개봉한 미국의 첩보 액션 코미디 영화이다. 멜 브룩스, 벅 헨리가 만든 동명의 1960년대 첩보물 풍자 코미디 텔레비전 시리즈가 원작이다. 스티브 커렐, 앤 해서웨이, 드웨인 존슨, 앨런 아킨, 테런스 스탬프, 테리 크루스, 데이비드 케크너, 제임스 칸, 빌 머리 등이 출연하였다. 원작 시리즈에서 시그프리드 역을 연기한 버니 코펠이 이 영화에도 동일한 배역으로 등장한다.
영화는 현장 요원이자 훌륭한 스파이가 되고 싶어하는 분석가 맥스웰 "맥스" 스마트(스티브 커렐 분)가 애정 상대인 에이전트 99(앤 해서웨이분), 상관인 국장(앨런 아킨 분), 우상인 에이전트 23(드웨인 존슨 분)과 함께 미국 대통령을 죽이고 적대 국가들을 핵무기로 무장시키려하는 테러리스트 조직 카오스(KAOS)의 계획을 저지하려는 이야기를 담고 있다.

## 줄거리
맥스 스마트는 미국 비밀 첩보국 '컨트롤(CONTROL)'의 유능한 분석가이다. 슈퍼스타 요원 '에이전트 23'을 동경하며 자신도 현장 요원이 되고 싶어 하지만 태생이 범생이인데다 분석가로서 너무 뛰어나기에 국장으로부터 거절당하고 있다.
어느 날 컨트롤 본부가 테러 조직 '카오스(KAOS)'에게 공격당하고 대부분의 요원들 신상이 폭로되어 버린다. 국장은 별 수 없이 맥스를 현장 요원 '에이전트 86'으로 승진시키고, 성형 수술을 받은 덕에 역시 신상이 안전한 요원 '에이전트 99'와 붙여준다. 99는 현장 경험이 없는 맥스를 무시하고, 둘은 티격태격한다.
러시아로 향하는 비행기 안에서 99는 험상궂은 거한 하나를 카오스 암살자로 지목한다. 맥스는 호들갑을 떨다가 다른 승객에게 테러범으로 오해를 사 결박되어 감시를 받는 처지가 된다. 볼일이 급하다고 둘러대고 화장실로 들어간 맥스는 탈출용 무기를 꺼내 수갑을 풀려고 안간힘을 쓰다가 그만 에어록을 열어 비행기에서 떨어지고 만다. 99가 낙하산을 매고 뒤따라 맥스를 구하려는데 아까의 거한이 뒤를 쫓는다. 거한이 두 사람을 붙잡자 99는 키스를 해서 당황한 거한을 떼어내 추락시킨다.
스몰렌스크에 있는 카오스 폭탄 제조 담당 크리스틱의 저택에서 무도회가 열리고, 맥스와 99는 참석자로 변장해서 들어간다. 99는 크리스틱을 유혹해서 정보를 얻어보려 하나 이를 질투한 맥스가 뚱뚱한 여성과 춤을 춰서 주목을 끄는 바람에 계획이 틀어진다. 둘은 크리스틱의 집무실에서 모스크바에 있는 핵무기 공장에 대한 정보를 얻고, 크리스틱과 부하들을 처치한다.
맥스는 공장을 조사하다가 카오스의 수장 시그프리드, 오른팔 슈타커에게 붙잡힌다. 탈출한 맥스는 공장에 폭탄을 설치해 터뜨리지만 99와 맥스는 일전의 거한과 다시 마주치고 만다. 맥스는 괴력에 압도되지만 거한의 목소리를 듣고 그의 정체가 달립이라는 걸 알아낸다. 달립은 맥스가 분석가로서 도청 업무를 하던 때에 알게 된 자로 부부 관계에 문제가 있었다. 맥스가 부부 관계에 대한 조언을 해주자 달립은 감동해서 둘을 도망치게 해준다.
둘은 임무를 마치고 미국에 돌아온다. 그런데 사후처리를 위해 공장에 갔던 에이전트 23은 카오스가 미리 핵무기를 빼낸 상태였다고 보고하고, 맥스는 이중 첩자로 몰려 수감된다. 한편 시그프리드는 미국 대통령이 로스앤젤레스에 온다는 것을 알고 거기에 핵폭탄을 설치하려고 한다. 시그프리드는 미국 국무부에 연락해서 20억 달러를 대가로 거래를 시도하지만 부통령이 컨트롤 국장을 싫어해서 다투는 바람에 국무부는 테러를 방조하게 된다. 시그프리드에게 무시당하는 것에 질린 달립이 라디오 방송으로 맥스에게 테러 계획을 알리자 맥스는 탈옥해서 국장과 99, 23을 만난다. 다행히도 99가 맥스를 믿어주고 국장도 납득한다.
대통령은 시그프리드 일행이 폭탄을 설치한 디즈니 홀에서 열린 베토벤 음악회에 참석한다. 이를 막기 위해 맥스 일행이 도착했을 때 맥스의 손목시계형 가이거 계수기가 23의 몸에서 나오는 방사선을 포착한다. 알고 보니 23은 카오스의 이중 첩자라 거짓 보고를 한 것이었다. 23은 99를 인질로 잡고 차를 타고 달아나고 맥스가 뒤를 쫓는다. 추격전 중에 차는 불길에 휩싸여 기찻길을 달리게 된다. 23과 싸우던 맥스는 23에게 키스를 한 뒤 당황한 23을 두고 차에서 떨어지고, 23을 태운 차는 마주 오는 화물 열차에 충돌해 폭발한다.
23의 뉴클리어 풋볼을 조사한 맥스는 폭탄이 베토벤의 환희의 송가 마지막 음에 맞춰 터지게 조작돼있다는 걸 알아내고 음악회장에 난입해서 지휘자를 넘어뜨림으로써 폭발을 막는다. 졸고 있던 대통령은 음악이 멈추자 기립 박수를 보낸다. 한편 도주하던 시그프리드는 노발대발하며 달립의 아내를 죽이겠다고 위협하고, 화가 난 달립이 시그프리드를 강에 던져 버린다.
사건이 해결되고 맥스는 꿈에 그리던 정식 현장 요원이 되어 99, 그리고 새 강아지와 함께 일을 계속하게 된다.

## 출연
- 스티브 커렐 - 맥스웰 "맥스" 스마트/에이전트 86 역
- 앤 해서웨이 - 에이전트 99 역
- 드웨인 존슨 - 에이전트 23 역
- 앨런 아킨 - 국장 역
- 테런스 스탬프 - 시그프리드 역
- 테리 크루스 - 에이전트 91 역
- 데이비드 케크너 - 래러비 역
- 제임스 칸 - 대통령 역
- 마시 오카 - 브루스 역
- 네이트 토런스 - 로이드 역
- 켄 더비티언 - 슈타커 역
- 데이비드 S. 리 - 라디슬라스 크리스틱 역
- 달립 싱 - 달립 역
- 제프 피어슨 - 부통령 역
- 빌 머리 - 에이전트 13 역
- 패트릭 워버턴 - 하이미 역
- 래리 밀러 - 중앙정보국(CIA) 요원 역
- 케빈 닐런 - CIA 요원 역
- 블레이크 클라크 - 장군 역
- 시드릭 야브로 - 테이트 역
- 대니엘 비수티 - 항공기 승객 역
- 스티븐 더넘 - 비밀경호국장 역
- 버니 코펠 - 시그프리드 역
- 라이언 시크레스트 - 본인 역 (목소리)
- 린지 홀리스터 - 맥스의 댄스 파트너 역
- 데이비드 어라너비치 - 러시아인 아들 역
- 리처드 V. 리카타 - 러시아인 리더 역
- 윌리엄 찰턴 - 독일 정보원 1 역 (크레디트 미기재)
- 프레드 파인 - 골퍼 역 (크레디트 미기재)
- 브래드 그런버그 - 골퍼 역 (크레디트 미기재)
- 모 걸리니 - 마약왕 역 (크레디트 미기재)
- 건터 지글러 - 러시아 요원 역 (크레디트 미기재)
- 비니셔스 조린마차도 - 주차원 2 역 (크레디트 미기재)
- 피비 프라이스 - 윈도우 쇼핑객 역 (크레디트 미기재)

## 수상
- 2009년 제18회 MTV 영화 & TV 어워즈 후보 최고의 싸움, 악당, 여자배우, 코믹연기, 키스상